# Andreas Kempf (Curler)
Andreas Kempf (* 14. Juni 1967 in Waiblingen) ist ein deutscher Curler und spielt auf der Position des Alternate im Team Allgäu (Skip Andreas Lang) beim Curling Club Füssen. Bis zum Rücktritt von Andreas Kapp spielte er von 2002 bis 2011 im Team Kapp. 
Kempf spielte seine zweiten Olympischen Winterspiele 2010 in Vancouver. Die Mannschaft belegte den sechsten Platz.

## Erfolge
- 2. Platz Weltmeisterschaft 2007
- 3. Platz Weltmeisterschaft 2005
- 3. Platz Europameisterschaft 2008
- 1. Platz Deutsche Meisterschaft 2008, 2007, 2005, 1998